# Нагоряни (Львівський район)
Нагоря́ни — село в Україні, у Львівському районі Львівської області. Населення становить 196 осіб (станом на 1 січня 2024 року).

## Історія
У податковому реєстрі 1515 року повідомляється, що село спалене.
У селі знаходиться підприємство з виробництва металопрокату та металопрофілю ТзОВ «Тайл» та ресторан «Villa Austria»

## Населення
В селі народився і проживав Павло Мелянчук - Герой України, стрільць-зенітник 128-ої ОГШБ. Він загинув 20 грудня 2022 р. під Бахмутом на Донеччині.
За даним всеукраїнським переписом населення 2001 року, у селі мешкало 1247 осіб. Мовний склад села був таким:
| Мова       | Число ос. | Відсоток |
| ---------- | --------- | -------- |
| українська | 1 178     | 94,47    |
| російська  | 64        | 5,13     |
| польська   | 1         | 0,08     |
| білоруська | 1         | 0,08     |
| румунська  | 1         | 0,08     |
| інші мови  | 2         | 0,16     |